# إوبوت
إوبوت أ أو ببساطة إوبوت أو يوپت كان كاهن آمون الأكبر من 944 إلى 924 قبل الميلاد، خلال فترة حكم والده شيشنق الأول وأخيه أوسركون الأول.
حمل إوبوت العديد من الألقاب بما في ذلك كبير كهنة آمون، قائد الجيش العام، وحاكم مصر العليا.
لا يُعرف من كانت والدة إوبوت، ولكن يُفترض أن السيدة "تاشب إن باست" كانت شقيقته. كان نيملوت ب وأوسركون الأول (إخوة غير أشقاء) لإوبوت. كانت لابنة إوبوت من زوجة غير معروفة اسمها "نسي خونسو باخرِد". وكانت زوجة "جدخونسيوفعنخ"، الذي كان كاهنا لآمون من الدرجة الرابعة.

## الكهنة والكاهنات الآخرون
في فترة إوبوت، يُعرف أن عددًا من الأشخاص الآخرين شغلوا مناصب في كهنوت آمون.
جد بتاح إوف عنخ أ شغل منصب الكاهن الثاني والثالث لآمون حوالي 945-935 قبل الميلاد. كان جدبتاحيوفنخ يُلقب بـ "ابن الملك لرمسيس" و"ابن الملك رب الأرضين". قد يكون له صلة بالسلالة السابقة. تم دفن جدبتاحيوفنخ في خبيئة الدير البحري.
"نسي"، الذي كان رئيس قبيلة المشوش (قبيلة ليبية)، شغل منصب الكاهن الرابع لآمون.